# Гідроустаткування
Гідроустаткува́ння (рос.гидрооборудование, англ. hydraulic equipment, нім. hydraulische Einrichtung f, hydraulische Ausstattung f — насосна станція, гідрокомунікації, апаратура керування та контролю, призначені для подавання до машин та механізмів робочої рідини.